# Интернационал (трактор)
Интернационал — модель сельскохозяйственных тракторов фирмы Интернэшнл харвестер заводов Мак-Кормик—Диринг.

## История
Тракторы завода Мак-Кормик—Диринг собирались в России ещё до Первой Мировой войны на Люберецком заводе, принадлежавшем «Интернэшнл харвестер», в двух модификациях: мощностью 20 л. с. для двухкорпусного плуга и 30 л. с. для трёхкорпусного.

## Конструкция
Конструкция трактора рамная. Центр тяжести располагается далеко впереди и опрокидывания трактора, в отличие от Фордзона, не наблюдается. Рабочее место располагается высоко, что облегчает управление.
Габариты тридцатисильного трактора: Д×Ш×В 133 дюйма (3400 мм)×65 дюймов (1700 мм)×65 дюймов (1700 мм), сухая масса 2,3 тонны
Двигатель
Двигатель рядный четырёхцилиндровый четырёхтактный. Удлинённые поршни улучшают условия смазки цилиндро-поршневой пары. Гильзы цилиндров вставные сменные.
Топливо — керосин, пуск и прогрев двигателя в течение нескольких минут осуществляется на бензине. Автоматический центробежный регулятор числа оборотов двигателя действует на дроссельную заслонку и поддерживает оптимальное число оборотов двигателя — 1000 мин−1.
Зажигание — от магнето.
Система мазки двигателя разбрызгиванием и под давлением от масляного насоса с приводом от вала мотора. Насосом масло подаётся для смазки кривошипно-шатунного механизма, после чего разбрызгивается на зеркало цилиндра. Масло проходит через фильтры до и после насоса, что уменьшает износ двигателя.
Охлаждение двигателя водяное с естественной термосифонной циркуляцией.
Трансмиссия
Сцепление многодисковое.
Коробка передач легкосъёмная, в отдельном картере, имеет две скорости вперёд: 4,6 и 5,7 км/ч и одну назад. Имеется шкив для использования трактора в качестве стационарного двигателя.
Ходовая часть
Трактор имеет четыре колеса с приводом на задние. Диаметр задних колёс 50 дюймов (130 см), ширина ободьев 12 дюймов (30 см). Грунтозацепы не приклёпаны, а привинчены, что облегчает их замену, колёса прикрыты крыльями, который защищают тракториста от грязи и травмы. Передние колёса диаметром 34 дюйма (86 см) шириной 5 дюймов (13 см) имеют ребро посредине обода.
Рулевое управление
Рулевое управление автомобильного типа, то есть передняя ось остаётся неподвижной, и только передние колёса поворачиваются на шкворнях. Рулевой механизм заключён в картер с маслом.

## Результаты испытаний
В октябре 1923 года в Тимирязевской академии под руководством профессора П. М. Белянчикова испытание 20-сильного трактора с двухкорпусным плугом дало следующие характеристики:
| Род почвы                                            | Глубина вспашки | Глубина вспашки | Скорость | Скорость | Производительность | Производительность | Расход топлива | Расход топлива |
| ---------------------------------------------------- | --------------- | --------------- | -------- | -------- | ------------------ | ------------------ | -------------- | -------------- |
| Род почвы                                            | см              | вершков         | км/ч     | вёрст/ч  | га                 | дес.               | кг/га          | фнт/дес.       |
| Залежная дернина                                     | 18              | 4               | 5,3 и 4  | 5 и 3,8  | 3,3                | 3                  | 14,3           | 35             |
| Стерня на суглинке                                   | 19              | 4¼              | 5,3      | 5        | 3,5                | 3,2                | 15,6           | 37,5           |
| Тяжёлый суглинок, мёрзлый на 2—3 см (0,5—0,7 вершка) | 22              | 5               | 3,5      | 3,3      | 2,2                | 2,1                | 23             | 57             |

Несмотря на тяжёлые условия испытания поздней осенью, поломок трактора не было.
Для 30-сильного трактора практическая производительность с трёхкорпусным плугом 4,8 га (4,5 дес.) в десятичасовой рабочий день и расход керосина 15—22,5 кг/га (1—1½ пуд/дес.).